# 牦牛坪乡
牦牛坪乡，是中华人民共和国四川省凉山彝族自治州木里藏族自治县下辖的一个乡镇级行政单位。2020年6月，将后所乡呷古村所属行政区域划入牦牛坪乡管辖。

## 行政区划
牦牛坪乡下辖以下地区：
下坪子村、叶村和泥珠村。